# Маар, Пауль
Пауль Маар (нем. Paul Maar; род. 13 декабря 1937, Швайнфурт) — немецкий детский писатель, драматург, переводчик и иллюстратор.
После ранней смерти матери жил в деревне у деда в г. Терес на севере Баварии. Учился в Швайнфуртской гимназии, позднее в академии искусств в Штутгарте. Позднее работал оформителем сцены и сценическим фотографом в театре замка Масбах во Франконии, затем в течение 10 лет преподавал искусствоведение. С 1976 г. полностью посвятил себя писательству. Живёт в Бамберге с женой и тремя детьми.
На русский язык переведены почти все его сказочные повести про Субастика (нем. Sams). В серию «Субастик» вошли такие книги как: «Семь суббот на неделе», «И в субботу Субастик вернулся», «Новые веснушки для Субастика», «Волшебные капли для Субастика», «Субастик в опасности», "Субастик, дядюшка Элвин и кенгуру".
В 2011 году вышла книга Маара «Господин Белло и волшебный эликсир» (в этом же году выпущена в издательстве «Самокат» в переводе на русский язык). Позже, в 2012 году, вышло продолжение (на русском языке опубликовано в 2014 году под названием «Новости о господине Белло» также в издательстве «Самокат»).